# Hans J. Naumann
Hans Jürgen Naumann (* 5. Mai 1935 in Dewitz) ist ein deutscher und US-amerikanischer Unternehmer.
Er erhielt 2001 das Bundesverdienstkreuz am Bande durch Bundespräsident Johannes Rau in Anerkennung seiner besonderen Verdienste für die Bundesrepublik Deutschland, 2004 verlieh Ministerpräsident Georg Milbradt ihm den Sächsischen Verdienstorden für seine Verdienste um den Aufbau des Freistaates Sachsen nach der Wiedervereinigung Deutschlands. Im April 2017 wurden Ansichten Naumanns zur schwarzen Bevölkerung Amerikas und seinem Verständnis des globalen Zusammenstehens einer weißen Bevölkerung öffentlich, die Unverständnis und Kritik auslösten. 

## Leben und Wirken
Hans Naumann wurde als Sohn von Elfriede Charlotte von Heydenreich und dem Rittergutsbesitzer Herbert Naumann geboren. 1945 wurde Naumann sowie seine Familie und Verwandtschaft auf Schloss Colditz und später auf der Insel Rügen, als Folge der kommunistischen Enteignung, interniert. Nach der Entlassung 1946 führte der Weg der Familie nach Hamburg, wo Hans Naumann 1960 das Studium des Maschinenbaus als Dipl.-Ing. abschloss. 
Naumann verließ Deutschland 1960 für ein betriebswirtschaftliches Studium, das er mit dem Grad eines „Master of Business Administration“ in Rochester (New York) (USA) abschloss. Gleichzeitig war Naumann bei der Farrel-Birmingham Corporation in Rochester als Konstrukteur tätig und avancierte 1963 zum Division Engineer der Getriebeabteilung. 1966 gründete Naumann ein Unternehmen in Troy (Michigan) nahe Detroit, in das er verschiedene deutsche Unternehmen des Werkzeugmaschinenbaus aufnahm. 
1970 wurde Naumann zum Geschäftsführer und Gesellschafter der Hegenscheidt GmbH, einem Werkzeugmaschinenhersteller in Erkelenz, berufen. 1982 erwarb er in den USA die Simmons Machine Tool Corporation, die Rechtsnachfolger der 1833 gegründeten Firma Niles ist. 
1992 gründet er die NILES-SIMMONS Industrieanlagen GmbH in Chemnitz, welche von der Treuhandanstalt die dortige Niles Drehmaschinen GmbH übernahm und die 1999 durch das US-amerikanische Department of State (Außenministerium) mit dem „Award of Corporate Excellence“ ausgezeichnet wurde. Hans J. Naumann ist Inhaber und geschäftsführender Gesellschafter der Unternehmensgruppe Niles-Simmons-Hegenscheidt, die er 2001 in Chemnitz ansiedelte.
Hans Naumann wurde 2003 die Ehrendoktorwürde Dr.-Ing. h. c. der TU Chemnitz verliehen, 2008 erhielt er den Titel „Professor ehrenhalber“ durch Ministerpräsident Georg Milbradt. Zudem erhielt er mit seiner Unternehmensgruppe  Auszeichnungen in den USA und Deutschland. Seit 2013 ist Naumann Senator der Fraunhofer-Gesellschaft München.
Er ist Vorsitzender des Kompetenzzentrums Maschinenbau e. V., Chemnitz und Präsident und Gründungsmitglied des Industrievereins Sachsen 1828 e. V., mit Sitz in Chemnitz. Er gehört dem Kuratorium des Fraunhofer-Instituts für Werkzeugmaschinen und Umformtechnik und dem Hochschulrat der TU Chemnitz an.

### Rassistische Äußerungen
Kritik löste ein Interview Naumanns mit der Chemnitzer Freien Presse im April 2017 aus, in dem er anregte, Afroamerikaner zum Militärdienst einzuberufen, um ihnen Disziplin beizubringen. Von sich aus würden sie „sich keine Zwänge auferlegen“ und „nicht einmal die Grundschule“ abschließen. Zudem habe Donald Trump erkannt, dass die „weiße Bevölkerung zusammenstehen“ müsse. Daraufhin wurde ihm Rassismus vorgeworfen und Forderungen laut, ihn aus dem Hochschulrat der TU Chemnitz zu entfernen. Auch der Dresdner Opernball 2020, auf dem Naumann geehrt werden sollte, wurde von den Ǎußerungen überschattet. Die Preisverleihung wurde daraufhin aus dem Programm des Opernballs gestrichen und in das Rahmenprogramm verlegt.

## Auszeichnungen
- 1988, 1989 und 1990: Export Award des Gouverneurs des Staates New York, USA[8]
- 1999: Award of Corporate Excellence des US-amerikanischen Departement of State
- 2001: Bundesverdienstkreuz am Bande
- 2003: Ehrendoktorwürde „Dr.-Ing. h.c.“ der TU Chemnitz[9]
- 2004: Verdienstorden des Freistaates Sachsen[10]
- 2008: Professor Ehrenhalber – Auszeichnung durch den Freistaat Sachsen
- 2008: Sachsen Ass der Leipziger Messe
- 2009: Großer Preis des Mittelstandes der Oskar-Patzelt-Stiftung
- 2011: Axia Award der Unternehmensberatungsgruppe Deloitte
- 2011: intec Exzellenz Preis der intec-Werkzeugmaschinenmesse Leipzig
- 2011: Sonderpreis der Commerzbank 16. Innovationspreis des Freistaates Sachsen
- 2011: St. Heinrichs Nadel mit Krone des St. Heinrichs Ordens, überreicht von Prinz Alexander von Sachsen Herzog zu Sachsen
- 2013: Entrepreneur des Jahres – ausgezeichnet durch Ernst & Young, Deutschland.